# Мартьянова, Ирина Анатольевна
Ири́на Анато́льевна Мартья́нова  (род. 6 мая 1956) — советский и российский лингвист, специалист в области культуры речи, синтаксиса, риторики, русского языка как иностранного, дискурса современной прозы и литературной кинематографичности. Доктор филологических наук (1994), профессор кафедры русского языка филологического факультета ГБОУ ВПО «Российский государственный педагогический университет имени А. И. Герцена».

## Биография
В 1977 году окончила факультет русского языка и литературы ЛГПИ им. А. И. Герцена, затем в 1983 году очную аспирантуру при ЛГПИ им. А. И. Герцена. В 1983 году защитила кандидатскую диссертацию. В 1992 году поступила в докторантуру РГПУ им. А. И. Герцена, которую досрочно окончила, защитив в 1994 году докторскую диссертацию «Композиционно-синтаксическая организация текста киносценария».
В течение 1996/1997 учебного года находилась в служебной командировке, занимая должность профессора кафедры русского языка в Северо-Восточном педагогическом университете КНР. В 2000/2001 году работала в качестве профессора в Университете Кунмин (Сеул, Республика Корея), в 2003 году — в Католическом университете (Тэгу, Республика Корея).
Сфера исследований — интерпретация текстов разных жанров, литературная  кинематографичность, дискурс современной русской прозы, русский язык как иностранный и как язык перевода, теоретические и прикладные аспекты риторики, культура речи. Опубликовано более 160 исследований научного и методического характера.
Неоднократно выступала с докладами на международных научных конференциях, оппонировала кандидатские и докторские диссертации, является научным руководителем многочисленных бакалаврских работ, 8 магистерских и   7 кандидатских диссертаций. Член диссертационного совета и совета факультета.

## Избранные труды
- Мартьянова И. А. Киновек русского текста: парадокс литературной кинематографичности. — СПб., 2001.
- Мартьянова И. А. Текст киносценария и киносценарий текста. — СПб., 2003.
- Мартьянова И. А. Основы риторики.  —  М., 2007.
- Мартьянова И. А. Практический курс русского языка для переводчиков. – СПб., 2010.
- Мартьянова И. А. Кинематограф русского текста. – СПб., 2011.
- Мартьянова И. А. Риторика. – СПб., 2011.
- Мартьянова И. А. Русский язык для переводчиков (в соавт.). – СПб., 2012.
- Мартьянова И. А. Русский язык и культура речи (в соавт.). – М., 2012.
- Мартьянова И. А. Текстообразующая роль киносценария в ретрансляции русской культуры. – СПб., 2014.